# Pleurothallis cardiophylax
Pleurothallis cardiophylax är en orkidéart som beskrevs av Heinrich Gustav Reichenbach. Pleurothallis cardiophylax ingår i släktet Pleurothallis och familjen orkidéer. Inga underarter finns listade i Catalogue of Life.